# صديقيون
الصديقيون هم سلالة حاكمة كردية حكمت مملكة واسعة في شمال شرق كردستان و وسطها، وكان مركزها أرومية الواقعة في غرب إيران اليوم.
استمر حكمهم بين 770-827 للميلاد.

## الأصول
يعود أصل الصديقيين إلى موالي قبيلة آزد.
أسس هذه السلالة صدقة بن علي الذي كان زعيما محليا انخرط في مناوشات عديدة مع الخليفة العباسي أبي جعفر المنصور. بمساعدة إخوته، استطاع صدقة أن يسيطر على منطقة كبيرة تبدأ من الموصل انتهاءا ببحيرة أرومية.
حسب شهادة البلاذري، فإن صدقة بن علي بعد أن استولى على أرومية بنى فيها عدة قلاع وحصون زاد تحصينها إحكاما بحفر قنوات من المياه حولها.

## التاريخ
توسع نفوذ الصديقيين ليشمل خوي وسلماس وأشنويه‌ وغيرها من المناطق التي تقع في العصر الحالي في شمال شرق إيران. خلال حكم الخليفة العباسي هارون الرشيد تمكن الصديقيون من زيادة مناطق نفوذهم، حتى أن حاكم تبريز استسلم لهم و اعترف بسيادتهم عليها.

### علي بن صدقة الثاني
حكم علي بن صدقة الثاني المعروف باسم زريق بين العامين 824-827 للميلاد، وكما كان جده فإن صدقة بن علي كان قائدا عسكريا بارزا. اتصل بالعباسيين وأخبرهم أنه جاهز لقتال بابك الخرمي للحصول على أرمينيا وأذربيجان اللتين يحكمهما.
اقتنع الخليفة العباسي المأمون بالاتفاق وسانده ضد بابك الخرمي الذي اختبأ في جبال أذربيجان.
في العام 211 للهجرة قام زريق بإرسال جيوشه للسيطرة على الموصل التي كانت تحت حكم العباسيين. خسر زريق المعركة في البداية ولكنه عاد وهاجمها بجيش من أربعين ألف جندي فاستولى عليها  وقتل سعيد بن يونس الأزدي. أغضب هذا الأمر المأمون فقام بإرسال جيش كبير بقيادة محمد بن حميد هزم زريقًا واستعاد الموصل. أعدم زريق في العام 827 للميلاد الموافق لعام 212 للهجرة.